# 독립기념일 (인도)
독립기념일은 인도의 국경일로, 매년 8월 15일에 해당한다. 1947년 영국으로부터 독립한 인도가 기념하기 위해 제정하였다.
독립기념일에는 인도 전역에서 깃발 게양식, 퍼레이드, 문화 행사 등이 이루어지며 공휴일이다.

## 같이 보기
- 인도의 역사